# Équipe du Sahara occidental de football
Maillots
L'équipe du Sahara occidental de football ou équipe Sahraouie de football est une sélection de joueurs professionnels et amateurs de la République arabe sahraouie démocratique régie par la Fédération du Sahara occidental de football fondée en 1989.
Elle est depuis le 13 septembre 2016 membre de la Confédération des associations de football indépendantes, et participe donc aux tournois internationaux. Elle fut membre de la NF-Board de 2003 à 2013.

## Histoire
La République arabe sahraouie démocratique, proclame le 27 février 1976 à Bir Lahlou son indépendance, soutenu par l'Algérie et la Libye. Le pays n’est pour autant pas reconnu par l’ONU. Le nombre de pays reconnaissant la RASD est actuellement d'une quarantaine. La majorité des États reconnaissant la RASD sont africains et sud-américains. La RASD est membre de l'Union africaine (alors OUA) depuis 1982.

### Les débuts de 1984 à 2011
Les premiers matchs connus ont été joués contre des équipes de la ligue algérienne en 1984. L'équipe du Sahara occidental de football représente République arabe sahraouie démocratique et le territoire du Sahara occidental.
En 1986, 1987 et 1994, des matchs amicaux ont été joués contre l'équipe d'Algérie, ainsi que des équipes de la ligue espagnole et italienne.
En 1988, l'équipe de la République sahraouie a joué un match contre Le Mans UC 72 en France, perdant 3-2.
Le 27 février 2001, un match est organisé pour célébrer le 25ème anniversaire de la proclamation de la RASD, le match est joué dans un camp de réfugiés sahraouis à Tindouf, en Algérie entre l'équipe de la République sahraouie et une équipe du Pays Basque de vétéran. Le match a été suivi par plus de 4000 fans, le match est abandonné au cours de la moitié de la seconde mi-temps en raison de la température (38 °C) avec un score de 2-2.
Le 12 décembre 2003, la fédération du Sahara occidental de football rejoint la NF-Board
.
En 2007, la sélection du Sahara occidental a battu l'équipe de Macao 1-0.
Le 5 décembre 2009, trois représentants sahraouis ont participé à la 6e Assemblée générale du NF-Board à Paris en France.
En 2010, le président de la Fédération Sahraouie de football, Chej Sidi, a choisi Sidahmed Erguibi Ahmed Baba Haiai comme nouvel entraineur de la sélection du Sahara Occidental.
Le 23 décembre 2011, en Espagne, la sélection de la Galice a battu l'équipe sahraouie 2-1, le match est suivi par 1 500 spectateurs.

### VIVA World Cup 2012
Le 25 mars 2012, Mohamed Moulud Mohamed Fadel, ministre SADR Jeunesse et des Sports, a annoncé la création officielle de l'équipe de football nationale sahraouie,.
La sélection du Sahara Occidental participe pour la première fois à la VIVA World Cup qui a lieu en Irak, dans la région du Kurdistan irakien,,. La sélection fut intégrée lors du tirage au sort au groupe A avec le Kurdistan et l'Occitanie. Le 4 juin 2012, en Irak, l'équipe nationale de football sahraouie fait ses débuts internationaux officiels lors du match inaugurale de la 5e édition de la VIVA World Cup 2012, contre l'équipe hôte du tournoi, le Kurdistan, au Stade Hariri Franso à Arbil. Les Dromadaires ont perdu contre le Kurdistan (0-6). Leur seconde rencontre était contre l'Occitanie, un second match se terminant par une défaite 6 à 2, et l'équipe a terminé en troisième position dans le groupe A. La troisième rencontre était un play-off contre le Darfour, et se termina par une victoire de 5-1, première victoire sahraouie dans une compétition internationale officielle. Ils battent la Rhétie 3 à 0 lors du second match du play-off, avant de perdre la dernière rencontre pour la cinquième place 3 à 1 face l'Occitanie,,. Le Maroc avait protesté contre la participation de la sélection Sahraouie à la VIVA World Cup 2012 en Irak.

### Divers tournois de 2014 à 2016
Tournoi international des peuples, cultures et tribus 
L'équipe du Sahara occidental participe au Tournoi international des peuples, cultures et tribus du 22 au 28 juin 2013, à Marseille en France, elle terminera la compétition à la 6e place après avoir perdu toutes ses trois rencontres.
 Tournée en Espagne 
Le 27 mars 2014 le conseil provincial de Lugo a offert à l'équipe nationale de football sahraouie un hébergement, afin de visiter les différentes communautés d'Espagne, ainsi qu'a trois matchs amicaux.
La sélection sahraouie joue un match amical de charité avec le SD sarriana. Le 28 mars 2014, le Sahara Occidental remporte son premier match amical face au SD Sarriana, 3 à 1,,,. Le 29 mars 2014, le Sahara Occidental joué sa deuxième rencontre amicale face au Celta Vigo Vétéran,. Le 30 mars 2014, le Sahara Occidental joué sa troisième rencontre amicale face à Noia.
 Coupe Zamenhof 2015 
Le 31 juillet 2015, l'équipe sahraouie a battu l'équipe d'Esperanto par 4 buts à 0 au Stade Lille Métropole. Le match faisait partie de la Coupe Zamenhof, événement faisant partie du 100e Congrès mondial d'espéranto.

### Adhésion à la ConIFA en 2016
Le 6 mai 2016, quatre mois avant l'adhésion du Sahara Occidental à la ConIFA, un match amical contre le club algérien Nasr Athletic Hussein Dey a lieu.
Le 13 septembre 2016, la Fédération sahraouie de football devient membre de la Conifa.
En 2016, le sahraouie dispose d'une compétition officiel Sahrawi Republic Cup (en). Les participantes sont généralement des clubs basés dans les camps de réfugiés sahraouis à Tindouf, en Algérie. Ainsi que des compétitions en Espagne et en France.

### Tragédie
Le 13 avril 2018, la ConIFA annonce le décès du gardien El-Mahfoud Welad de la sélection du Sahara occidental ayant participé à la VIVA World Cup 2012 qui est survenu lors de l'Accident aérien de l'Iliouchine Il-76 algérien en Algérie.

### Nouvel entraîneur et nouvelle rencontre
En 2018, Mohandi Abdalahi est choisi comme nouvel entraîneur de la sélection du Sahara Occidental.
Le 10 août 2018, le Sahara occidental perd sa première rencontre amicale de 2018 face à l'UD Puçol, 6 à 1,.

### Coupe du monde de football ConIFA 2020 et tournoi 2022
Le 22 janvier 2020, le Sahara occidental a été suspendue de sa participation à la Coupe du monde de football ConIFA 2020 pour des raisons logistiques et financières. Elle est remplacée par le Kurdistan.
Le 23 mars 2020, la ConIFA a annoncé que la quatrième Coupe du monde de football ConIFA n'aura pas lieu en Macédoine du Nord du 30 mai au 7 juin 2020 en raison de la pandémie de COVID-19,,,,.
La sélection du Sahara occidental participera au tournoi international de Valencia 2022.

## Parcours dans les compétitions internationales
25e anniversaire de la proclamation de la RASD
| Année | Lieu    | Position | Match | Victoire | Nul | Défaite | but marqué | but encaissé |
| ----- | ------- | -------- | ----- | -------- | --- | ------- | ---------- | ------------ |
| 2001  | Algérie | -        | 1     | 0        | 1   | 0       | 2          | 2            |

VIVA World Cup
| Année | Lieu | Position | Match | Victoire | Nul | Défaite | but marqué | but encaissé |
| ----- | ---- | -------- | ----- | -------- | --- | ------- | ---------- | ------------ |
| 2012  | Irak | 6e       | 5     | 2        | 0   | 3       | 11         | 16           |

Tournoi international des peuples, cultures et tribus
| Année | Lieu   | Position | Match | Victoire | Nul | Défaite | but marqué | but encaissé |
| ----- | ------ | -------- | ----- | -------- | --- | ------- | ---------- | ------------ |
| 2013  | France | 6e       | 3     | 0        | 0   | 3       | 5          | 35           |

Coupe Zamenhof
| Année | Lieu   | Position | Match | Victoire | Nul | Défaite | but marqué | but encaissé |
| ----- | ------ | -------- | ----- | -------- | --- | ------- | ---------- | ------------ |
| 2015  | France | 1er      | 1     | 1        | 0   | 0       | 4          | 0            |

Coupe d'Afrique de football ConIFA
Coupe du monde de football ConIFA

## Rencontres

### Matches internationaux
Le tableau suivant liste les rencontres de l'Équipe du Sahara occidental de football.
| No | Date             | Lieu                              | Sahara occidental | Adversaire                | Score  | Compétition                                           | Buteur(s) pour le Sahara occidental                                                         | Buteur(s) pour l'adversaire                                                                         | Rapport      |
| -- | ---------------- | --------------------------------- | ----------------- | ------------------------- | ------ | ----------------------------------------------------- | ------------------------------------------------------------------------------------------- | --------------------------------------------------------------------------------------------------- | ------------ |
| 1  | 1988             | France                            | Sahara occidental | Le Mans Union Club 72     | P 2-3  | Amical                                                |                                                                                             | | [ (Rapport)] |
| 2  | 27 février 2001  | Tindouf, Algérie                  | Sahara occidental | Pays basque vétéran       | N 2-2  | 25e anniversaire de la proclamation de la RASD        |                                                                                             | | (Rapport)    |
| 3  | 2007             |                                   | Sahara occidental | Macao                     | V 1-0  | Amical                                                |                                                                                             | | [ (Rapport)] |
| 4  | 23 décembre 2011 | Teo, Galice, Espagne              | Sahara occidental | Galice                    | P 1-2  | Amical                                                |                                                                                             | | (Rapport)    |
| 5  | 4 juin 2012      | Franso Hariri Stadium, Erbil Irak | Sahara occidental | Kurdistan                 | P 0-6  | VIVA World Cup 2012                                   |                                                                                             | Khalid Mushir 12e, Nawzad Sherzad 16e 33e, Halgurd Mulla Mohammed 74e, Ali Aziz 82e 90e             | (Rapport)    |
| 6  | 5 juin 2012      | Franso Hariri Stadium, Erbil Irak | Sahara occidental | Occitanie                 | P 2-6  | VIVA World Cup 2012                                   | Ahmed Budah Sahia 52e, Iarba Malum Selma 56e                                                | Nicolas Flourens 6e, Mickaël Bertini 12e 14e, Jordan Amiel 67e, Cédric Quéré 72e, Jordan Patrac 75e | (Rapport)    |
| 7  | 7 juin 2012      | Franso Hariri Stadium, Erbil Irak | Sahara occidental | Darfour                   | V 5-1  | VIVA World Cup 2012                                   | Sahia Ahmed Budah 52e 85e, Selma Iarba Malum 80e, Cori Maaruf 80e, 52e, Mohamed El Mami 90e | Moubarak Haggar Duogom 46e                                                                          | (Rapport)    |
| 8  | 8 juin 2012      | Franso Hariri Stadium, Erbil Irak | Sahara occidental | Rhétie                    | V 3-0  | VIVA World Cup 2012                                   | Moulay Aba Ali 90e, Mohamed El Mami 83e, Ba Boiah 87e                                       | | (Rapport)    |
| 9  | 9 juin 2012      | Franso Hariri Stadium, Erbil Irak | Sahara occidental | Occitanie                 | P 1-3  | VIVA World Cup 2012                                   | Abdullah Bijah 90e                                                                          | Renaud Thomas 35e, Mickaël Bertini 55e, Jordan Amiel 86e                                            | (Rapport)    |
| 10 | 23 juin 2013     | Marseille, France                 | Sahara occidental | UGA Ardeiv                | P 3-17 | Tournoi international des peuples, cultures et tribus | Ahmed Budah Sahia                                                                           | | (Rapport)    |
| 11 | 25 juin 2013     | Marseille, France                 | Sahara occidental | Kurdistan                 | P 0-6  | Tournoi international des peuples, cultures et tribus |                                                                                             | | (Rapport)    |
| 12 | 28 juin 2013     | Marseille, France                 | Sahara occidental | Tibet                     | P 2-12 | Tournoi international des peuples, cultures et tribus | Brahim Raghoua                                                                              | | (Rapport)    |
| 13 | 28 mars 2014     | Sarria, Galice, Espagne           | Sahara occidental | SD Sarriana               | V 3-1  | Match de solidarité                                   | Mohamed Daf , Hassanna Nazy                                                                 | | (Rapport)    |
| 14 | 29 mars 2014     | Vigo, Galice, Espagne             | Sahara occidental | Celta Vigo Vétéran        | ?-?    | Amical                                                |                                                                                             | | [ (Rapport)] |
| 15 | 30 mars 2014     | Noia, Galice, Espagne             | Sahara occidental | Noia                      | ?-?    | Amical                                                |                                                                                             | | [ (Rapport)] |
| 16 | 31 juillet 2015  | Lille, France                     | Sahara occidental | Esperanto                 | V 4-0  | Coupe Zamenhof                                        |                                                                                             | | [ (Rapport)] |
| 17 | 13 août 2016     | Alger, Algérie                    | Sahara occidental | Nasr Athletic Hussein Dey | ? - ?  | Amical                                                |                                                                                             | | [ (Rapport)] |
| 18 | 17 juin 2017     | Local Field, Tindouf, Algerie     | Sahara occidental | HCNUR                     | N 3-3  | Amical                                                | Mohamed Boglaida , Hamid Mohammed                                                           | | (Rapport)    |
| 19 | 10 août 2018     | Valence, Espagne                  | Sahara occidental | UD Puçol (en)             | P 1-6  | Amical                                                |                                                                                             | | (Rapport)    |
| 20 | 20 février 2019  | Local Field, Tindouf, Algerie     | Sahara occidental | CSA Aek Tindouf           | P 0-1  | Amical                                                |                                                                                             | | [ (Rapport)] |

### Équipe rencontrées
| Adversaire                | Joués | Victoires | Matchs nuls | Défaites | Buts pour | Buts contre |
| ------------------------- | ----- | --------- | ----------- | -------- | --------- | ----------- |
| Macao                     | 1     | 1         | 0           | 0        | 1         | 0           |
| Kurdistan                 | 2     | 0         | 0           | 2        | 0         | 12          |
| Occitanie                 | 2     | 0         | 0           | 2        | 3         | 9           |
| Galice                    | 1     | 0         | 0           | 1        | 1         | 2           |
| Mouloudia Club d'Alger    | 1     | 0         | 0           | 1        | 1         | 6           |
| Darfour                   | 1     | 1         | 0           | 0        | 5         | 1           |
| Rhétie                    | 1     | 1         | 0           | 0        | 3         | 0           |
| Tibet                     | 1     | 0         | 0           | 1        | 2         | 12          |
| Esperanto                 | 1     | 1         | 0           | 0        | 4         | 0           |
| HCNUR                     | 1     | 0         | 1           | 0        | 3         | 3           |
| Le Mans Union Club 72     | 1     | 0         | 0           | 1        | 2         | 3           |
| UGA Ardeiv                | 1     | 0         | 0           | 0        | 3         | 17          |
| SD Sarriana               | 1     | 1         | 0           | 0        | 3         | 1           |
| Noia                      | 1     | ?         | ?           | ?        | ?         | ?           |
| Celta Vigo Vétéran        | 1     | ?         | ?           | ?        | ?         | ?           |
| UD Puçol (en)             | 1     | 0         | 0           | 1        | 1         | 6           |
| Nasr Athletic Hussein Dey | 1     | ?         | ?           | ?        | ?         | ?           |
| CSA Aek Tindouf           | 1     | 0         | 0           | 1        | 0         | 1           |
| Pays basque vétéran       | 1     | 0         | 1           | 0        | 2         | 2           |
| Total                     | 19    | 5         | 2           | 9        | 32        | 68          |

## Personnalités de la sélection

### Sélection en 2012
| El-Mahfoud Welad           |
| Abdullah Bijah             |
| Ba Boiah                   |
| Saleh Abdelahi Abidin      |
| Mahfud Ualad Abdi          |
| Moulay Aba Ali             |
| Mohamed Larbi              |
| Said Mohamed Saleh Embarek |
| Mohamed El Mami            |
| Sahia Ahmed Budah          |
| Selma Iarba Malum          |
| Cori Maaruf                |

### Sélectionneurs
| Sélectionneur                     | Période       | Matchs | Gagnés | Nuls | Perdus | Gagnés % |
| --------------------------------- | ------------- | ------ | ------ | ---- | ------ | -------- |
|                                   | 1988-2007     | 3      | 1      | 1    | 1      | 33.33    |
| Sidahmed Erguibi Ahmed Baba Haiai | 2010-2017     | 15     | 4      | 1    | 7      | 26.66    |
| Mohandi Abdalahi                  | 2018-en cours | 3      | 0      | 0    | 3      | 0        |
| Totals                            | Totals        | 21     | 5      | 2    | 11     | 25       |

### Présidents de la Fédération du Sahara occidental de football
| N° | Nom                 | Période         |
| -- | ------------------- | --------------- |
| 1  | Chej Sidi           | 2004 - 2018     |
| 2  | Ahmed Baba Abdalahi | 2018 - en cours |